# Frysk Fascisten Front
Het Frysk Fascisten Front (FFF) is een Friese politieke partij die in mei 1933 in het leven werd geroepen door R.P. Sybesma (dichter-veearts) en J.M. van der Goot (kandidaat-notaris te Sondel).
De enige tot nu toe bekende activiteit van deze fascistische organisatie is de beginselverklaring, vergezeld van een beknopte toelichting, die op 27 juni 1933 werd opgenomen in de Nieuwe Rotterdamsche Courant. Naar alle waarschijnlijkheid is het FFF in de eerste helft van 1934 opgegaan in de Nationaal-Socialistische Beweging (NSB) van Anton Mussert.
 Portaal: Fascisme en nationaalsocialisme in Nederland · Fascisme · Nationaalsocialisme